# Championnats d'Afrique de cyclisme sur route 2012
Navigation
Championnats d'Afrique 2011 Championnats d'Afrique 2013
Les Championnats d'Afrique de cyclisme sur route 2012 se sont déroulés du 7 au 11 novembre 2012 à Ouagadougou au  Burkina Faso.

## Résultats des championnats sur route
| Compétitions                 | Or                                                                          | Argent                                                               | Bronze                                                             |
| Hommes                       |                                                                             |                                                                      |                                                                    |
| Course en ligne              | Natnael Berhane                                                             | Jay Robert Thomson                                                   | Fregalsi Debesay                                                   |
| Contre-la-montre             | Daniel Teklehaimanot                                                        | Tsgabu Grmay                                                         | Jay Robert Thomson                                                 |
| Contre-la-montre par équipes | Érythrée Natnael Berhane Fregalsi Debesay Daniel Teklehaimanot Jani Tewelde | Tunisie Akkouche Said Ali Rafaâ Chtioui Maher Hasnaoui Ahmed M'Raïhi | Algérie Adil Barbari Hichem Chaabane Karim Hadjbouzit Fayçal Hamza |
| Hommes - moins de 23 ans     |                                                                             |                                                                      |                                                                    |
| Course en ligne              | Natnael Berhane                                                             | Hamza Merdj                                                          | Songezo Jim                                                        |
| Contre-la-montre             | Tsgabu Grmay                                                                | Adil Barbari                                                         | Natnael Berhane                                                    |
| Hommes - Juniors             |                                                                             |                                                                      |                                                                    |
| Course en ligne              | Abderrahmane Bechlaghem                                                     | Nicol Germishuis                                                     | Karim Bonkoungou                                                   |
| Contre-la-montre             | Abderrahmane Bechlaghem                                                     | Sébastien Tyack                                                      | Abderrahmane Mansouri                                              |
| Femmes                       |                                                                             |                                                                      |                                                                    |
| Course en ligne              | Ashleigh Moolman                                                            | An-Li Pretorius                                                      | Lise Olivier                                                       |
| Contre-la-montre             | Ashleigh Moolman                                                            | An-Li Pretorius                                                      | Vera Adrian                                                        |

## Tableaux des médailles
| Rang  | Nation         | Or | Argent | Bronze | Total |
| ----- | -------------- | -- | ------ | ------ | ----- |
| 1     | Érythrée       | 4  | 0      | 2      | 6     |
| 2     | Afrique du Sud | 2  | 4      | 3      | 9     |
| 3     | Algérie        | 2  | 2      | 2      | 6     |
| 4     | Éthiopie       | 1  | 1      | 0      | 2     |
| 5     | Maurice        | 0  | 1      | 0      | 1     |
| 5     | Tunisie        | 0  | 1      | 0      | 1     |
| 7     | Burkina Faso   | 0  | 0      | 1      | 1     |
| 7     | Namibie        | 0  | 0      | 1      | 1     |
| Total | Total          | 9  | 9      | 9      | 27    |